# Antonio da Sangallo den äldre

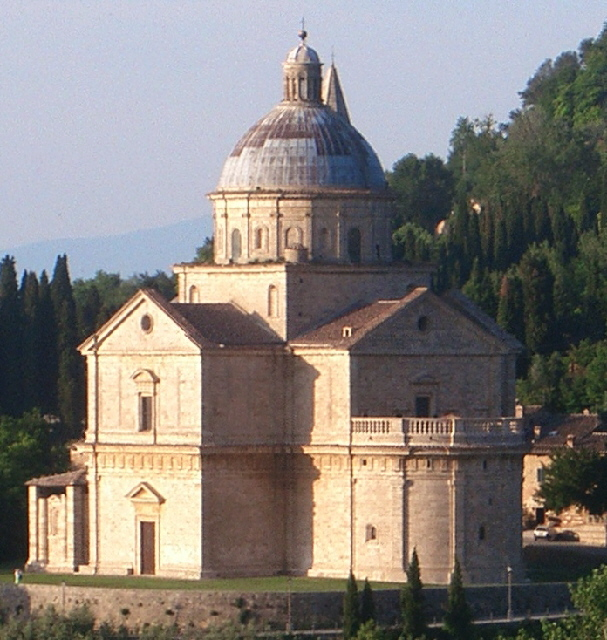
San Biagio, Montepulciano.

Antonio da Sangallo den äldre, egentligen Antonio Giamberti, född 1455 i Florens, död 27 december 1534 i Florens, var en italiensk arkitekt under renässansen. Han var bror till Giuliano da Sangallo.

## Biografi
Kyrkan Madonna di San Biagio (1518–1567), belägen på en äng i Montepulcianos utkanter, är Sangallos främsta arkitektoniska bedrift. Han hade Bramantes planer för Peterskyrkan i Rom som förebild. Kyrkan har en grekisk korsplan och är krönt med en hög kupol. I två av kyrkans hörn planerades klocktorn men endast ett kom att uppföras. Korsarmarna är täckta med tunnvalv, och i kyrkans östparti byggdes en stor absid. Kyrkans korsmitt får sitt ljus genom en fönsterförsedd tambur. Fasaderna av gyllene travertin är varken rikt dekorerade eller särskilt stora, men de gör ändå ett monumentalt intryck.